# Network 10
Network 10 или Channel 10 — один из крупных австралийских телеканалов. Телестанции расположены в пяти крупнейших городах Австралии: Сиднее, Мельбурне, Брисбене, Аделаиде и Перте. Филиалы телекомпании расположены по всей территории Австралии. Телеканал считается третьим крупнейшим каналом Австралии, следуя за «Seven Network» и «Nine Network». Принадлежит холдингу Ten Network Holdings, в который входят каналы «10 Bold», «10 Peach», «10 Shake», «Spree TV» (50 %), «10 Play», «10 All Access», «10 Speaks» и другие.
Канал был основан 1 августа 1964 года.

## Покупка CBS
Серьёзные финансовые проблемы для Ten Network Holdings появились в 2017 году. После того, как компания сообщила о полуторамесячном убытке в размере 232 миллионов долларов, акционеры Лачлан Мердок, Брюс Гордон и Джеймс Пэкер отказались от поддержки гарантированного кредита в размере 250 миллионов долларов. 28 августа 2017 года в Network Ten подтвердили, что американская телевизионная корпорация CBS заключила обязательное соглашение о покупке компании.